# Juan Roca Brunet
Juan Roca Brunet (Havanna, 1950. október 27. – Havanna, 2022. július 9.) olimpiai bronzérmes kubai kosárlabdázó.

## Pályafutása
Az Azucareros csapatának a játékosa volt. Az 1971-es pánamerikai játékokon bronzérmet szerzett a kubai válogatott tagjaként. Két olimpián vett részt. Az 1972-es müncheni olimpián bronzérmet szerzett, majd 1976-ban a hetedik helyen végzett a csapattal.

## Sikerei, díjai
- Olimpiai játékok
  - bronzérmes: 1972, München